# Добрик (Закарпатская область)
Добрик (укр. Добрік) — село в Солотвинской поселковой общине Тячевского района Закарпатской области Украины.
Население по переписи 2001 года составляло 1106 человек. Почтовый индекс — 90613. Телефонный код — 3132. Занимает площадь 0,790 км². Код КОАТУУ — 2123687002.